# Bedoña

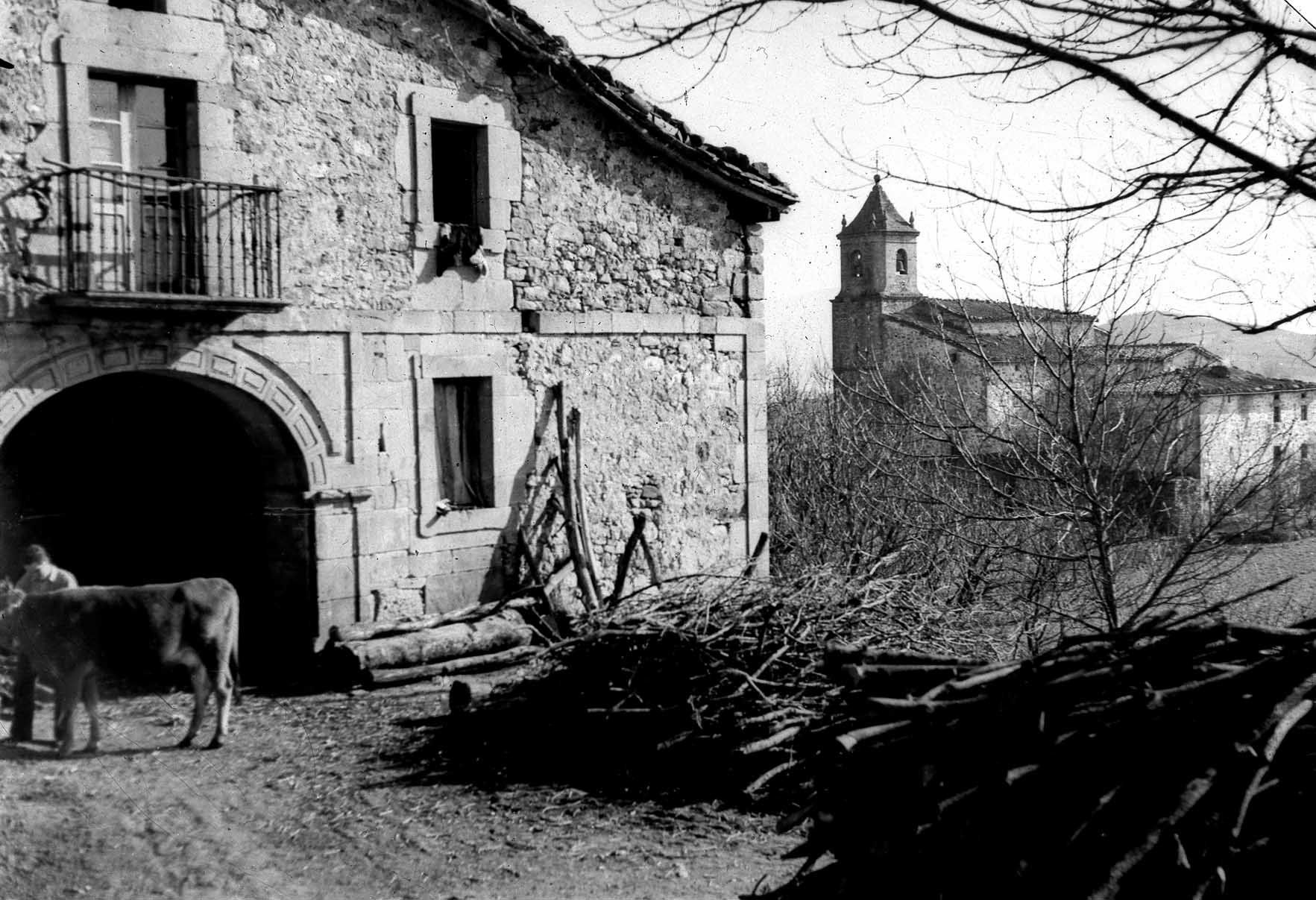
Caserío de Bedoña en 1955, fotografiado por Indalecio Ojanguren.

Bedoña es una anteiglesia (o barrio) del municipio guipuzcoano de Mondragón (oficialmente Arrasate/Mondragón) al que se unió por voluntad de sus vecinos, hasta entonces ciudadanos del municipio de Aretxabaleta. Esa decisión fue ratificada el 3 de marzo de 1966 a través del Decreto nº 593/1966 firmado por Francisco Franco.
Es junto a Veneras (o Meatzerreka), Udala, Guesalibar (o Gesalibar) y Garagarza (o Garagartza) uno de los pocos barrios de Mondragón que aún conserva su marcado carácter rural.
En este barrio, entre otros monumentos, se puede disfrutar de la parroquia de Santa Eulalia y la ermita de La Virgen Blanca (Andra Mari Zuri).